# Greenwood Village
Greenwood Village é uma cidade localizada no estado americano de Colorado, no Condado de Arapahoe.

## Demografia
Segundo o censo americano de 2000, a sua população era de 11.035 habitantes.
Em 2006, foi estimada uma população de 13.440, um aumento de 2405 (21.8%).

## Geografia
De acordo com o United States Census Bureau tem uma área de
21,0 km², dos quais 21,0 km² cobertos por terra e 0,0 km² cobertos por água.

## Localidades na vizinhança
O diagrama seguinte representa as localidades num raio de 8 km ao redor de Greenwood Village.